# Diócesis de Skara (antigua)
La diócesis de Skara (en latín: Dioecesis Scarensis y en sueco: Skara stift) fue una circunscripción eclesiástica de la Iglesia católica en Suecia. Fue convertida en parte de la Iglesia independiente de Suecia (desde 20 de marzo de 1593 completamente luterana) el 18 de junio de 1527 por decisión del rey de Suecia y suprimida de hecho como diócesis católica. Se trataba de una diócesis latina, sufragánea de la arquidiócesis de Upsala.

## Territorio y organización
La diócesis extendía su jurisdicción sobre los fieles católicos de rito latino residentes en las provincias históricas de Vestrogotia (hoy parte de la provincia de Gotia Occidental), Dalia (hoy parte de la provincia de Gotia Occidental con una pequeñísima parte de su norte en la provincia de Vermelandia) y Värmland (hoy casi coincidente con la provincia de Vermelandia). Inicialmente incluía toda la región de Gotia. Su territorio desde el 29 de junio de 1953 está incluido en la diócesis de Estocolmo.
La sede de la diócesis se encontraba en la ciudad de Skara, en donde se halla la Catedral de Santa María, hoy perteneciente a la Iglesia de Suecia.

## Historia
La diócesis de Skara es el obispado católico más antiguo de Suecia. Fue erigida circa 1014, después de que el rey sueco Olaf Skötkonung fuera bautizado en 1008.
Originalmente sufragánea de la arquidiócesis de Hamburgo-Bremen, en 1104 se convirtió en sufragánea de arquidiócesis de Lund, ciudad que era parte del Reino de Dinamarca. En 1164 pasó a formar parte de la provincia eclesiástica de la arquidiócesis de Upsala.
A finales del siglo XI cedió una parte de su territorio para la erección de la diócesis de Linköping.
El 5 de septiembre de 1520 la ciudad de Estocolmo cayó en manos del rey Cristián II de Dinamarca, que el 1 de noviembre de 1520 fue coronado rey de Suecia. El 8 de noviembre de 1520 el obispo de Skara, Vincent Henningsson, fue ejecutado junto al obispo de Strängnäs, Mattias Gregersson, y decenas de otras personas en el suceso conocido como Baño de sangre de Estocolmo por una acusación de herejía avalada por el rey Cristián II para eliminar a sus adversarios suecos. Luego de la masacre el rey nombró a Didrik Slagheck como nuevo obispo de Skara, y en el otoño de 1521 regresó a Dinamarca para ser nombrado arzobispo de Lund por Cristián II. Sin embargo, el papa León X no lo reconoció como obispo pues se había indignado por la decapitación de los dos obispos en Estocolmo y el rey echó toda la culpa a Slagheck y se encargó de que fuera condenado a muerte y ejecutado el 24 de enero de 1522.
Cristián II nombró en 1522 como obispo de Skara a Magnus Haraldsson, quien fijó su residencia en el Castillo de Läckö, ubicado en la isla Kållandsö del lago Vänern. Sin embargo el papa no lo confirmó y el 15 de mayo de 1523 nombró obispo de Skara al franciscano Giovanni Francesco de Potenza, pero que nunca puso un pie en Suecia por la negativa del rey a reconocerlo. El 13 de enero de 1527 fue nombrado obispo titular de Nazaret y la diócesis no volvió a tener un obispo reconocido por la Santa Sede.

### Reforma protestante
El 17 de junio de 1523 Gustavo I de Suecia (Gustavo Vasa) entró en Estocolmo finalizando la guerra de liberación sueca que disolvió la Unión de Kalmar y el fin del dominio danés.
Entre el 16 y el 18 de junio de 1527 se celebró en Västerås el parlamento o Riksdag por el cual Gustavo I privó a la Iglesia de su poder, se apoderó de sus bienes, cortó sus vínculos con la Iglesia de Roma y se proclamó su jefe. Desde entonces hubo una Iglesia sueca independiente que comenzó el proceso de introducción del luteranismo y rompió definitivamente con el papa al abolir el derecho canónico en la reunión de Upsala en 1536.
El obispo Magnus Haraldsson participó en el Riksdag de 1527 en Västerås, cuando tuvo que convertirse en opositor de la Iglesia católica y dejar el castillo de Läckö al rey y en 1528 fue consagrado obispo por orden de Gustavo Vasa sin reconocimiento papal. En la primavera de 1529 Magnus Haraldsson participó en el Rebelión westrogoda para deponer al rey Gustavo Vasa e introducir una vez más la doctrina católica en Suecia. Fue capturado y exiliado a Mecklemburgo, en donde murió circa 1560.
En el verano de 1529 el rey nombró a Sveno Jacobi para administrar la diócesis de Skara como supervisor y en enero de 1530 lo nombró obispo de Skara con el consentimiento del Riksdag. Jacobi, perteneciente al grupo liturgista de la Iglesia sueca independiente, se vio obligado a renunciar al poner el rey a Georg Norman como "ordenador y superintendente del rey sobre los obispos, prelados y todos los clérigos en materia religiosa" el 8 de diciembre de 1539 sobre toda la Iglesia de Suecia.
El 20 de marzo de 1593 el sínodo de Upsala prohibió en el Reino de Suecia toda religión que no fuera la doctrina luterana, excepto en las embajadas, adoptando las Confesiones de Augsburgo y completando la transformación de la Iglesia sueca independiente en luterana. Los sacerdotes católicos se vieron obligados a convertirse o abandonar el país. Con la derrota del rey católico Segismundo III Vasa en la llamada guerra contra Segismundo en 1599, finalizó toda traza de catolicismo en Suecia.

## Episcopologio
- Thurgot † (1014/1025-21 de febrero de 1030 falleció)
- Gotskalk, O.S.B. † (1030-? renunció)
- Osmund † (?-1062 falleció)
- Adalvard I, O.S.B. † (1065-circa 1070 falleció)
- Acilinus †
- Adalvard II † (1077-1093 falleció)
- Rikulf † (1094-1101 falleció)
- Hervard † (1102-?)
- Styrbjörn † (1113-1131 falleció)
- Ödgrim † (1132-1157 falleció)
- Bengt † (1158-1190 falleció)
- Järpulf † (1191-1201 falleció)
- Jon Hyrne † (1201-1205 falleció)
- Bernhard † (1206-1216 falleció)
- Bengt † (1217-1230 falleció)
- Stenar † (1231-enero de 1237 falleció)
- Lars † (1238-31 de octubre de 1257 falleció)
- Valdemar † (1257-?)
- Ragvald † (mencionado en 1259)
- Ulf, O.Cist. † (1263-1267 falleció)
- Erik † (1268-25 de julio de 1278 falleció)
- Brynolf Algotsson † (20 de agosto de 1278-6 de febrero de 1317 falleció)
- Bengt Tunesson † (1317-1321 falleció)
- Erik † (1321-1322 falleció)
- Peder Larsson † (1322-1336 falleció)
- Gunnar Tynnesson † (22 de octubre de 1337-8 de junio de 1340 falleció)
- Sigge Jonsson † (1341-1350 falleció)
- Sigfrid Rotgeri † (9 de julio de 1352-? falleció)
- Lars † (7 de junio de 1354-1356 falleció)
- Nils † (27 de junio de 1356-25 de marzo de 1386 falleció)
- Rudolf di Mecklenburg † (20 de marzo de 1387-11 de enero de 1391 nombrado obispo de Schwerin)
- Torsten † (13 abril de 1391-1404 falleció)
- Brynolf Karlsson † (23 de marzo de 1405-1424 renunció)
- Sigge Udsson † (5 de junio de 1424-31 de diciembre de 1435 falleció)
- Sven Grotte (Store) † (1436-1449 renunció)
- Bengt Gustavsson † (5 de diciembre de 1449-1461? falleció)
- Hans Markvardsson † (31 de mayo de 1465-1478 renunció)
- Brynolf Gerlaksson † (27 de julio de 1478-1505 falleció)
- Vincent Henningsson † (8 de agosto de 1505-8 de noviembre de 1520 falleció)
  - Didrik Slagheck † (1520 nombrado por el rey, no confirmado por el papa-12 de julio de 1521 nombrado por el rey arzobispo de Lund)
  - Giovanni Francesco de Potenza, O.F.M.Obs. † (15 de mayo de 1523-13 de enero de 1527 nombrado arzobispo de Nazaret) (obispo electo)
  - Magnus Haraldsson (1522 nombrado por el rey, no confirmado por el papa-1529 depuesto por el rey, murió circa 1560)